# Museu Nacional de Singapura
O Museu Nacional de Singapura (em inglês:  National Museum of Singapore, em chinês:  新加坡國家博物院) é o museu mais antigo de Singapura. A sua história remonta a 1849, quando começou como uma secção de biblioteca do Instituto Raffles chamada Raffles Library and Museum. Após várias mudanças de local, em 1887 passou a estar no atual local permanente em Stamford Road, na área prevista para museus na zona central da cidade-estado.
O museu é especializado em exposições relacionadas com a história de Singapura. É um dos quatro museus nacionais do país, sendo os outros três os dois Museus das Civilizações Asiáticas no Empress Place Building e Old Tao Nan School, e o Museu de Arte de Singapura. Foi designado como museu nacional em 1965, e entre 1993 e março de 2006 era conhecido como o Museu de História de Singapura.
O Museu Nacional de Singapura sofreu um restauro de três anos e meio tendo reaberto as portas ao público em 2 de dezembro de 2006, com a reabertura oficial em 7 de dezembro a ser presidida pelo ex-presidente da Singapura Sellapan Ramanathan e pelo ministro da Informação, das Comunicações e das Artes. A Galeria de História de Singapura abriu em 8 de dezembro do mesmo ano.

## História

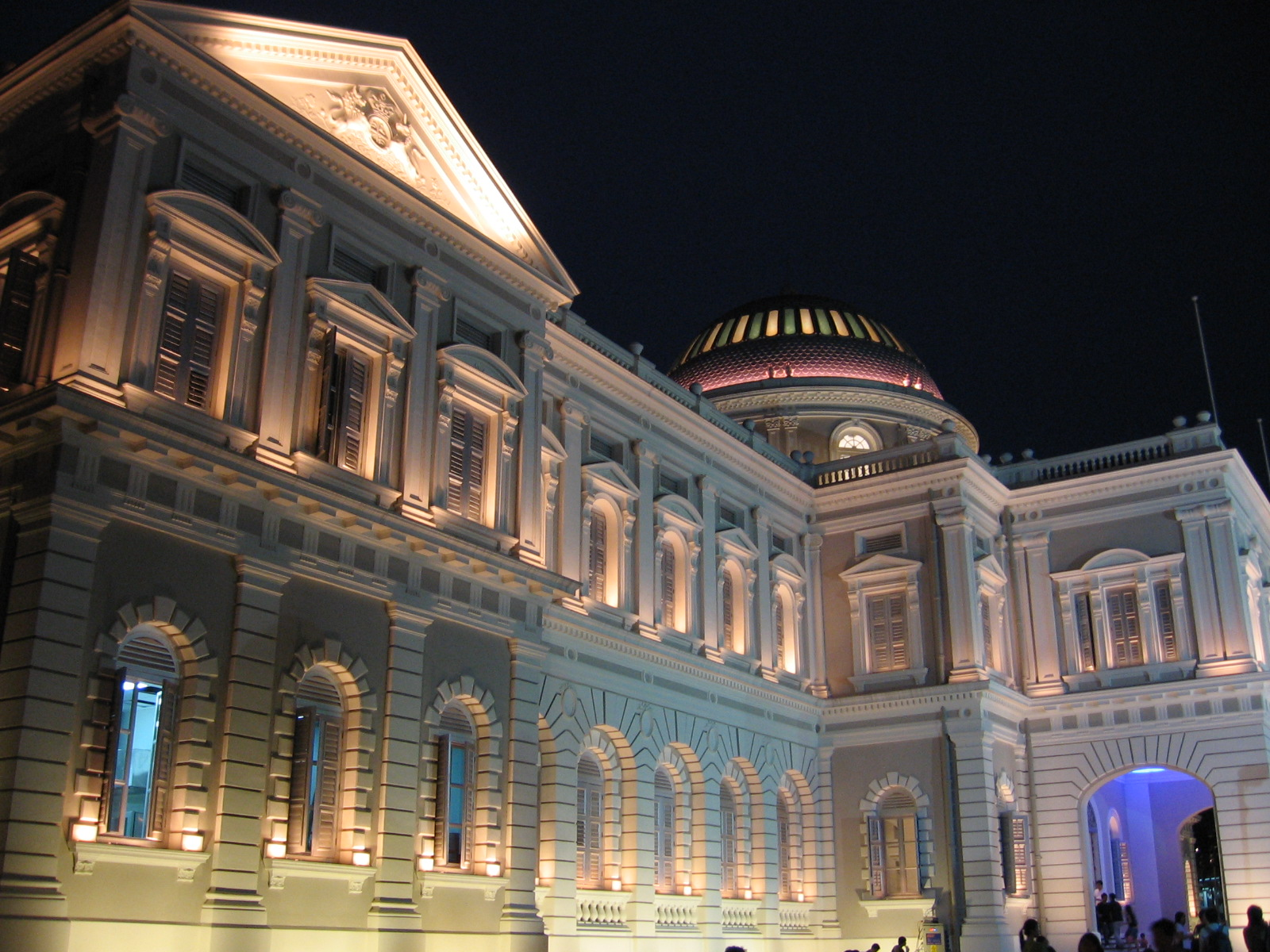
Ala oeste do museu

O museu foi fundado em 1849 pelo então Singapore Institution Committee. Foi designado como Biblioteca e Museu Raffles e exibiu objetos de valor histórico e arqueológico de Singapura e de outros países da Ásia. O museu fazia parte de um plano para um repositório público de conhecimento do mundo malaio que consistia numa escola, um museu e uma biblioteca. Este objetivo pode ser atribuído a uma reunião de 1823 convocada por Sir Stamford Raffles para discutir o ressurgimento do patrimônio cultural da região. O museu ocupou uma secção da biblioteca do Instituto  Raffles, e mais tarde tornou-se a Raffles Institution. Em 1874, o museu mudou-se para a Câmara Municipal (agora conhecido como Victoria Theatre e Concert Hall. No entanto, devido à crescente coleção no museu, voltou para o Instituto Raffles em 1876, situado na nova ala da instituição. Nos seus primeiros anos, o museu era bem conhecido pelasr suas coleções zoológicas e etnográficas do Sudeste Asiático, especialmente da península malaia e Bornéu britânico antes da Segunda Guerra Mundial.
Apesar da grandeza do novo edifício, os anos iniciais do museu foram atormentados por numerosos problemas e desafios. Os espécimes zoológicos mantidos no museu sofreram frequentemente com o crescimento de bolores, enquanto as invasões de térmitas tornaram parte do telhado estruturalmente instável. Além disso, as exposições foram encontradas cobertas de pó vindo do exterior, já que nenhuma janela de vidro estava instalada no prédio. No entanto, o museu cresceu de forma constante: em 1910, a Raffles Library and Museum era já uma instituição altamente conceituada e estabelecida. O museu contou com uma imensa coleção de espécimes e artefactos de uma ampla gama de campos, incluindo zoologia, botânica, geologia, etnologia e numismática, recolhidos na região malaia. Houve propostas para construir um museu novo e maior em outros lugares para abrigar a coleção cada vez maior. No entanto, a localização central do museu foi pensada para ser a ideal, e os planos para mudar o museu foram eventualmente abandonados. Em vez disso, um edifício paralelo foi construído atrás do museu, tendo sido oficialmente aberto no Ano Novo Lunar de 1907. Em 1916, uma ala de biblioteca foi adicionada. A arquitetura dessas extensões foi consistente com a do bloco original do museu. Posteriormente, o Dr. Karl R. Hanitsch, curador e diretor da Raffles Library and Museum, iniciou uma coleção de história de Singapura. O entomologista, nascido na Alemanha, que serviu na instituição entre 1895 e 1919, foi fundamental para iniciar uma coleção de retratos, planos e fotografias da antiga Singapura.
Em 1960, o museu acabaria por se separar da biblioteca, e o seu nome foi formalmente alterado de "Museu Raffles" para "Museu Nacional". Após a independência de Singapura em 1965, o museu mudou o seu foco para refletir os interesses culturais e académicos da nova nação, o que ajudou a definir a sua nova posição no cenário internacional. Os espécimes zoológicos foram transferidos para o Departamento de Zoologia da Universidade de Singapura (agora Universidade Nacional de Singapura) em 1972, permitindo que o museu se dedicasse exclusivamente à história, à etnologia e à arte de Singapura.